# Egidij
Egidij je moško osebno ime.

## Izvor imena
Ime Egidij izhaja iz latinskega Aegidius, to pa iz grškega Αιγιδιος (Aigídios). To ime razlagajo z grško besedo αιγις (aigís), v rodilniku αιγιδος (aigídos) v pomenu besede  »usnjeni ščit« in  »kozja koža«. Slovensko ime Tilen je pisna različica za narečne oblike imena Egidij, te so: Ilj, Tilj.

## Različice imena
- moške različice imena: Egi, Egid, Egidi, Egidio, Ilgo, Ilj, Iljko, Tilen, Tilj, Tilih
- ženske različice imena: Egida, Egidija, Tilka

## Tujejezikovne oblike imena
- pri Angležih: Giles
- pri Francozih: Gile, Gilles
- pri Italijanih: Egidio
- pri Nemcih: Ägidius, Egidius, Egid, Gid
- pri Poljakih: Idzi

## Pogostost imena
Po podatkih Statističnega urada Republike Slovenije je bilo na dan 31. decembra 2007 v Sloveniji število moških oseb z imenom Egidij: 123.

## Osebni praznik
V našem koledarju z izborom svetniških imen, udomačenih med Slovenci in njihovimi godovnimi dnevi po novem bogoslužnem koledarju je ime Egidij zapisano 2 krat. Pregled godovnih dni v katerih poleg Egidija  godujejo še Tilen, Ilj in osebe katerih imena nastopajo kot različice navedenih imen.
- 7. februar, sveti Egidij od svetega Jožefa, redovnik († 7. feb. 1812)
- 1. september, Egidij, opat († 1. sep. 725)

## Zanimivost
V Sloveniji je 12 cerkva sv. Egidija, 4 cerkve sv. Tilna in dve sv. Ilija, skupaj torej 18. Po cerkvah se imenujeta tudi kraja Šentilj pod Turjakom in Šentilj v Slovenskih goricah.
Po Šentilju sta poimenova dva kraja na južnem Koroškem, to je fara Šentilj v samem Celovcu ter znameniti Šentilj ob Dravi v občini Vrba na Koroškem. Po Šentilju/sv. Egidiju je tudi poimenovana podružniška cerkev fare Sloveniji Šmihel v občini Pokrče na Celovškem polju.
V podružniški cerkvi na Lečji Gori v fari Slovenji Šmihel v občini Pokrče na avstrijskem Koroškem se nahaja slovenski križev pot ter slovenski spomenik padlim iz prve svetovne vojne.
V Šentilju ob Dravi pri Vrbi na avstrijskem Koroškem je rojen znameniti duhovnik, pesnik, razsvetljenec in kulturni aktivist Matija Šnajder (Matthias Schneider) (7. februar 1784 - 7. maj 1831 Gradec).
V Šentilju ob Dravi pri Vrbi na avstrijskem Koroškem je rojen znameniti glasbenik in kulturni delavec Pavle Kernjak (9. februar 1899 - 1. december 1979 Trebinja).